# Hra o lásce a smrti (opera)
Hra o lásce a smrti (v originále Hra o láske a smrti) je opera z roku 1969 slovenského skladatele Jána Cikkera na vlastní libreto, podle stejnojmenného dramatu Romaina Rollanda.

## Vznik díla
Cikker získal od vdovy po R. Rollandovi svolení zpracovat jeho drama na operu roku 1967 poté, co jej zaujala inscenace této hry od Alfréda Radoka v pražském Národním divadle. Jeho zásahy do textu byly malé, dopsal jen úvodní scénu a zákulisní sbory, jednoaktovou divadelní hru rozdělil na tři akty opery. Na námětu jej zaujal jeho etický náboj, jakož i zobrazení revoluce jako uvolnění dobrých i ničivých sil. První provedení opery bylo v Mnichově pod taktovkou českého dirigenta Václava Neumanna, brzy poté se hrála též ve Wuppertalu (1969), Detmoldu (1970) a Bernu / Ženevě (1971). Slovenské národní divadlo ji uvedlo roku 1973 a vystoupilo s ní i na Pražském jaru 28. května 1974 na jevišti Národního divadla. O devět let později nastudovalo Národní divadlo i vlastní inscenaci (premiéra 27. ledna 1983).

## Osoby a první obsazení
| osoba                                               | hlasový obor | premiéra (1. srpna 1969) | slovenská premiéra (30. září 1973) | česká premiéra (27. ledna 1983)) |
| --------------------------------------------------- | ------------ | ------------------------ | ---------------------------------- | -------------------------------- |
| Jérôme de Courvoisier, vědec, člen Konventu         | baryton      | Max Proebstl             | Juraj Martvoň                      | Jaroslav Souček                  |
| Sophie, jeho žena                                   | soprán       | Inghild Horysa           | Magdaléna Hajóssyová               | Antonie Denygrová                |
| Claude Vallée, poslanec-girondista, Sophiin milenec | tenor        | Willi Brokmeier          | Gustáv Papp                        | Ivo Žídek                        |
| Lazare Carnot, člen Výboru veřejného blaha          | bas          | Keith Engen              | Ondrej Malachovský                 | Dalibor Jedlička                 |
| Denis Bayot, soused Courvoisierových                | bas          | Kurt Böhme               | Štefan Janči                       | Karel Hanuš                      |
| Horace Bouchet, Sophiin přítel                      | tenor        | Fritz Uhl                | Peter Dvorský                      | Miroslav Kopp                    |
| Lodoïska Cerizier, Sophiina přítelkyně              | soprán       | …                        | Ružena Štúrová                     | Libuše Márová                    |
| Chloris Soucy, Sophiina přítelkyně                  | soprán       | …                        | Sidónia Haljáková                  | Anna Bortlová                    |
| Crapart, delegát Bezpečnostního výboru              | tenor        | Donald Grobe             | Arnold Judt                        | Miroslav Frydlewicz              |
| Timoleon, Crapartův podřízený                       | tenor        | Franz Klarwein           | Pavol Gábor                        | Milan Karpíšek                   |
| Peau d'Âne (Oslí kůže), Crapartova podřízená        | alt          | Charlotte Berthold       | Jaroslava Sedlářová                | Ivana Mixová                     |
| Doucin, Crapartův podřízený                         | bas          | …                        | Boris Šimanovský                   | Rudolf Jedlička                  |
| Dirigent:                                           | Dirigent:    | Václav Neumann           | Zdeněk Košler                      | Ladislav Slovák                  |
| Režie:                                              | Režie:       | Günther Rennert          | Branislav Kriška                   | Karel Jernek                     |
| Výprava:                                            | Výprava:     | Ita Maximowna            | Ladislav Vychodil                  | Ladislav Vychodil                |
| Kostýmy:                                            | Kostýmy:     | Ita Maximowna            | Helena Bezáková                    | Olga Filipi                      |

## Děj opery
Děj opery se odehrává v bytě Courvoisierových v Paříži, v březnu roku 1794.
Jakobínský teror je v plném proudu. Manželé Courvoisierovi – přírodovědec a lékař Jérôme a jeho mnohem mladší manželka Sophie – a jejich soused, starý Denis Bayot, se dozvídají o zatčení Dantona. Jérôme odchází do Konventu. K Sophii přicházejí její přátelé Horace, Lodoïska a Chloris; spolu s Bayotem se společně radují z konce zimy a začátku jara, které bohdá přinese lepší časy. Poté čtou v novinách zprávu, že z girondinských poslanců uprchlých v zimě z Paříže byly nalezeny jen kosti. Byl mezi nimi i Claude Vallée, přítel Courvoisierových, kterého Sophie tajně milovala, ačkoli podvádět svého manžela – k němuž vždy cítila spíše úctu než lásku – nechtěla. Sophie je zprávou otřesena. Když je oknem slyšet průvod odsouzenců ke gilotině, uchýlí se do bytu již za mrtvého považovaný Claude Vallée, špinavý a roztrhaný. Zatímco její přátelé raději mizí, neboť styk s girondiny by je mohl stát život, Sophie Clauda vítá. Milenci si vyznávají lásku a chystají se uprchnout.
V tom se vrací Jérôme, který vypráví o odsouzení Dantona a Saint-Justa v Konventu na obžalovací řeč Robespierra. Nikdo se Robespierrovi nepostavil na odpor, znechucený Courvoisier se však na hlasování nechtěl podílet a z Konventu raději odešel. Je však nyní sledován, dokonce i jeho přítel a souset Bayot prý donáší policii. Sophie si s hrůzou uvědomuje, že Bayot byl přítomen, když se objevil Claude Vallée, a vysvětluje manželovi situaci. Courvoisier přítele vítá, ale Claude Jérômovi vyčítá, že se podílel na odsouzení girondistů. Jerome si všímá pouta mezi svou ženou a Claudem, přesto ukryje Clauda ve svém domově před zástupcem Výboru bezpečnosti (a někdejším zlodějem) Crapartem a jeho pomocníky, které uprchlého odsouzence hledají. Místo toho tedy jakobíni týrají Jérôma a jeho ženu. Lazare Carnot je sice z trápení vysvobodí, vyžaduje však po Courvoisierovi, aby vydal Valléeho a jasně se vyslovil pro stávající vládu. To Jérôme z morálních důvodů odmítá. Přesto mu Carnot předá dva průjezdní pasy a radu, aby se ženou ihned uprchli.
Claude se chvěje strachy. Jérôme mu předá svůj pas a hodlá jej nechat uprchnout se Sophií. Sophie však svůj pas roztrhá; rozhodla se zůstat s manželem. Claude prchá do bezpečí, zatímco Jérôme a Sophie v tichém objetí čekají na své zatčení.

## Instrumentace
Tři flétny, tři hoboje, tři klarinety, tři fagoty; čtyři lesní rohy, tři trubky, tři pozouny, tuba; tympány, bicí souprava; harfa; celesta; xylofon; kytara; smyčcové nástroje (housle, violy, violoncella, kontrabasy).

## Nahrávka
V roce 1983 pořídil Československý rozhlas v Praze nahrávku opery, dosud nevydanou. Zpívají (Claude Vallé) Ivo Žídek, 	(Jérome de Courvoisier) Jaroslav Horáček, (Sophie de Courvoisier) Antonie Denygrová, (Lazare Carnot) Dalibor Jedlička, (Denis Bayot) Karel Hanuš, (Horace Bouchet) Miroslav Kopp (Lodoiska Cerizier) Libuše Márová, (Cloris Soucy) Anna Bortlová, (Crapart) Miroslav Frydlewicz, (Oslí kůže) Ivana Mixová. Sbor a orchestr Smetanova divadla v Praze řídí Ladislav Slovák.